# Le Boulvé
Le Boulvé ist eine Ortschaft und eine Commune déléguée in der französischen Gemeinde Barguelonne-en-Quercy mit 158 Einwohnern (Stand 1. Januar 2022) im Département Lot in der Region Okzitanien. Der Ort gehörte zum Arrondissement Cahors und zum Kanton Puy-l’Évêque.
Der Erlass vom 28. September 2018 legte mit Wirkung zum 1. Januar 2019 die Eingliederung von Le Boulvé als Commune déléguée zusammen mit den früheren Gemeinden Fargues, Saint-Matré und Saux zur Commune nouvelle Porte-du-Quercy fest. Der Verwaltungssitz befindet sich in Le Boulvé.
Der Name des Orts leitet sich vom okzitanischen Wort bolbena ab, das einen Boden beschreibt, der dünn, hell und von sandig-lehmiger Beschaffenheit ist. Diese Böden sind besonders für den Anbau von Roggen geeignet. Im unteren Quercy werden mit voulvé karge, kalkarme Böden bezeichnet. Eine andere Theorie besagt, dass der Ortsname sich vom Wort volvène herkommt, dem Namen eines harten roten Gesteins, das hier vorkommt.
Die Einwohner werden Boulvéens und Boulvéennes genannt.

## Geographie
Le Boulvé liegt circa 25 km westlich von Cahors im Gebiet Quercy Blanc der historischen Provinz Quercy am südwestlichen Rand des Départements.
Umgeben wird Le Boulvé von fünf Nachbargemeinden und zwei Communes déléguées von Porte-du-Quercy:
| Floressas                     | Grézels                                     | Bélaye                    |
| Sérignac                      | Kompassrose, die auf Nachbargemeinden zeigt | Fargues (Porte-du-Quercy) |
| Saint-Matré (Porte-du-Quercy) | Montcuq-en-Quercy-Blanc                     |                           |

Le Boulvé liegt im Einzugsgebiet des Flusses Garonne. Der Ruisseau de Saint-Matré, ein Nebenfluss des Lot, durchquert zusammen mit seinem Nebenfluss, dem Ruisseau du Boulvé, das Ortsgebiet.

## Geschichte
Das Dorf entwickelte sich um das Schloss von Le Boulvé nicht vor dem 15. Jahrhundert. Der Verlauf einer früheren Stadtmauer oder zumindest eine Umfriedung ist sichtbar, die das ursprüngliche Dorfzentrum umschloss.
Zwischen 1790 und 1794 wurden die Gemeinden Bouloc und Creissens in die Gemeinde Le Boulvé eingegliedert, zwischen 1795 und 1800 wurde die Gemeinde Ségos eingegliedert.

## Einwohnerentwicklung
Nach Beginn der Aufzeichnungen stieg die Einwohnerzahl bis zur ersten Hälfte des 19. Jahrhunderts auf einen Höchststand von rund 830. In der Folgezeit sank die Größe der Gemeinde bei kurzen Erholungsphasen bis zu den 1970er Jahren auf ein Niveau von rund 200 Einwohnern, auf dem sie sich seitdem stabilisieren konnte.
| Jahr      | 1962 | 1968 | 1975 | 1982 | 1990 | 1999 | 2006 | 2011 | 2022 |
| --------- | ---- | ---- | ---- | ---- | ---- | ---- | ---- | ---- | ---- |
| Einwohner | 274  | 235  | 198  | 196  | 205  | 182  | 204  | 184  | 158  |

## Sehenswürdigkeiten

### PfarrkircheSaint-Pierre et Saint-Paul
Die Kirche von Le Boulvé wurde das Zentrum der Pfarrgemeinde im 13. Jahrhundert und verdrängte die von Creissens, das fortan eine Zweiggemeinde war. Der heutige Bau bewahrt auf seiner Nordseite Werksteine, die aus dem 13. Jahrhundert stammen können. Das Langhaus und die Apsis wurden vermutlich am Ende des 15. oder zu Beginn des 16. Jahrhunderts verdoppelt, wie am Stil des Eingangsportal abzuleiten ist. Im Süden ist ein Glockenturm in der zweiten Hälfte des 19. Jahrhunderts vor dem Eingangsportal angebaut worden. Das Gebäude erfuhr im Laufe der Jahrhunderte bauliche Änderungen, die vor allem im Inneren an den Stellen sichtbar werden, wo das Mauerwerk freigelegt wurde.

### Pfarrkirche in Creissens
Creissens würde vom siebten Jahrhundert in den Quellen erwähnt einschließlich des Testaments des heiligen Desiderius von Vienne. Die einzige, im 12. Jahrhundert erwähnte Pfarrkirche ist die von Creissens. Im 13. Jahrhundert verlagerte sich der Sitz der Pfarrgemeinde nach Le Boulvé. Die ehemalige Pfarrkirche von Creissens könnte den Namen Saint-Pierre et Saint-Paul getragen haben, der dann an die Pfarrkirche in Le Boulvé übertragen wurde. Das Mauerwerk und die Form der Eingänge lassen sich auf das 14. Jahrhundert zurückführen. Die Apsis wurde hingegen im 15. Jahrhundert neu gebaut. Die Jahreszahl „1825“ auf dem Südfenster der Apsis weist auf die Ausführung von Reparaturen hin. Von einer Litre funéraire aus dem späten 16. Jahrhundert sind noch Überreste zu erkennen.
Das Langhaus ist einschiffig und wird von einer flachen Apsis abgeschlossen. Ein Glockengiebel mit einer Maueröffnung erhebt sich über der Schnittstelle zwischen Kirchenschiff und Chor. Das Mauerwerk der Nordwand ist aus Werksteinen erbaut mit zahlreichen Brüchen als Anzeichen von Änderungen. Der Eingang auf dieser Seite besitzt die Form eines überhöhten Spitzbogens und ist heute halb im Boden versunken. Ein schmales rundbogenförmiges Fenster zeigt einen schmalen Sturz. Ein Steinputz bedeckt die südliche Fassade. Dort befindet sich ein abgerundetes, spitzbogenförmiges Eingangsportal mit dicken Kämpfern.

### PfarrkircheSaint-Saturninin Ségos
Ségos war eine unabhängige Gemeinde im Bistum Cahors. Die Kirche bewahrt die Überreste aus dem späten 12. oder frühen 13. Jahrhundert. Im Norden wurde im 14. oder 15. Jahrhundert eine Seitenkapelle hinzugefügt. Vor dem 16. Jahrhundert wurde die Kirche vermutlich um eine Ebene erhöht, die als Zufluchtsort dienen sollte. Die fast vollständige Zerstörung des Gebäudes kann auf die Hugenottenkriege zurückgeführt werden. Der Wiederaufbau wurde erst zu einem späteren Zeitpunkt, um 1695, durchgeführt. Dieses Datum auf dem Schlussstein des westlichen Jochs des Langhauses weist darauf hin. Die meisten Fenster und das Eingangsportal wurden im 19. Jahrhundert erneuert.
Die Kirche besteht aus einem modernen Kirchenschiff und einer teilweise ruinierten Apsis. Diese zeigt einen geraden und einen halbrunden Abschnitt, bei dem nur die Zahnsteine übrig geblieben sind und sein Ende auf einer gerade Linie neu gebaut wurde. Die Apsis besaß früher eine zusätzliche Ebene, wie Mauerreste über der heutigen Apsis am Glockengiebel verraten. An der Nord- und an der Südseite befinden sich schmale rundbogenförmige Fenster mit abgerundeten Stürzen und innen mit breiten Gewänden. Reste von Gesimsen mit undekorierten Konsolen und gelochten Metopen zeigen die ursprünglichen Höhe des Daches. Die Wand des ersten Jochs des Langhauses zeigt auf der Nordseite, was wohl der Eingangsbogen einer heute verschwundenen Kapelle war.

### Schloss Le Boulvé
Der frühere Adelssitz von Le Boulvé war im 14. Jahrhundert Teil der Kastellanei von Belaye und war im Besitz der Familie Séguier. Die geografische Nähe der Adelssitze von Le Boulvé und Lalande und die Tatsache, dass sie in den Händen der gleichen Familie waren, deuten auf ein Geschlecht hin, das im 11. Jahrhundert in der Gegend von Valence als Spender von der Abtei Moissac auftrat. Mitglieder der Familie machten in der Mitte des 14. Jahrhunderts insofern Karriere, als einer zum Bischof von Elne ernannt wurde und sein Bruder Guillaume zum Umfeld von Kardinal Arnaud de Via in Avignon zählte. Wenig später in der Mitte des 14. Jahrhunderts kamen die Adelssitze von Le Boulvé und Lalande über die Heirat von Jeanne de la Siquayrie mit Bertrand d’Orgueil in den Besitz der Familie Orgueil. Die Nachkommen behielten sie bis zu Beginn des 16. Jahrhunderts. Gegen 1460 schleppte sich Jean d’Orgueil, der zuvor in einem Kampf verwundet worden war, in seinen Adelssitz von Le Boulvé. Dieses Ereignis ist ein Beleg, dass er damals bewohnt war. Die Form der mittelalterlichen Fenster und die Verzierung ihrer Kapitelle erlauben die Datierung des ursprünglichen Baus auf die zweite Hälfte des 13. Jahrhunderts. Im 14. oder im frühen 15. Jahrhundert wurde das Gebäude vergrößert. Die Umbildung des Adelssitzes in ein Schloss ging von der Familie Orgueil aus und wurde vermutlich nach dem Ende des Hundertjährigen Kriegs in der zweiten Hälfte des 15. oder zu Beginn des 16. Jahrhunderts ausgeführt. Im 17. Jahrhundert erfolgten umfangreiche Umbaumaßnahmen, aus denen unter anderen die meisten der heutigen Fenster hervorgingen. Die Wendeltreppe wurde durch eine geradläufige Treppe ersetzt, was durch eine Vergrößerung des Treppenhauses ermöglicht wurde, das auf das Jahr 1668 datiert wird. Im Westflügel, der heute verschwunden ist, wurde eine gleichartige Treppe installiert. Im Laufe der zweiten Hälfte des 17. Jahrhunderts bis zum Jahre 1780 besaß die Familie Durfort-Boissières die Grundherrschaft von Le Boulvé. Vor der Französischen Revolution gehörte das Schloss einem Herrn Loudés, Rechtsanwalt in Saint-Céré. Der Auszug einer Immobilienpfändung im Jahre 1808 enthält eine Beschreibung des „alten Schlosses“, das von einem Herrn Pergot, Notar in Prayssac bewohnt wurde. Das baufällige Gebäude wurde 1970 vom Maler Anthony Cross gekauft, der es vor dem endgültigen Zerfall bewahrte.
Das Schloss von Le Boulvé grenzt unmittelbar an die Pfarrkirche. Es besitzt zwei Flügel, die L-förmig angeordnet sind, mit einem angebauten Turm, der auf den ersten Blick älter zu sein scheint. Der ursprüngliche Bau bestand aus einem Wohntrakt senkrecht zum Kirchengebäude mit einer Wandstärke von 1,40 Meter und wahrscheinlich einem direkten Zugang zur Empore in der Kirche. Es besaß ein Stockwerk unter dem Dachgeschoss mit Giebeln mit starker Dachneigung. Eine relative dünne Wand teilte das Gebäude in zwei ungleich große Teile. Bei einer zweiten Bauphase im Laufe des 14. oder zu Beginn des 15. Jahrhunderts wurde der zweite Flügel quer zum bestehenden Wohntrakt errichtet und ein Teil des Wohntrakts aufgestockt. Dieser neue Flügel wurde vermutlich am Ende des 15. Jahrhunderts vollständig neu errichtet. Die Ergänzung von zwei viereckigen Stockwerken über den Giebeln erlaubte, das frühere nördliche Joch in einen viereckigen Turm umzuwandeln. Das dritte Stockwerk des so entstandenen Turms ist heute das am besten bewahrte Teil des mittelalterlichen Bauwerks. Auf der Nord- und auf der Ostseite lassen zwei Zwillingsfenster Licht in das Innere. Eines dieser Fenster liegt dabei oberhalb des Daches des östlichen Flügels. Angesichts der Dicke der Wände ist anzunehmen, dass der Turm einst mit Zinnen bekrönt war.